# Curb Servin'
Curb Servin' é o segundo e último álbum do grupo de rap WC and the Maad Circle.
O álbum chegou à 85ª posição na Billboard 200 e à 15ª posição da Top R&B/Hip-Hop Albums.

## Faixas
1. "Intro"  (Produced by Crazy Toones)
2. "West Up!" (featuring Mack 10 and Ice Cube)  (Produced by Crazy Toones)
3. "Granny Nuttin' Up"  (Produced by Crazy Toones)
4. "The One"  (Produced by Crazy Toones)
5. "Crazy Break Pt. 2"  (Produced by Crazy Toones)
6. "Put on tha Set"  (Produced by Dr. Jam, Madness 4 Real)
7. "In a Twist" (featuring Coolio)  (Produced by Crazy Toones)
8. "Homesick"  (Produced by Ice Cube)
9. "Feel Me"  (Produced by Dr. Jam, Madness 4 Real)
10. "Curb Servin'"  (Produced by Crazy Toones, Ice Cube)
11. "Stuckie Mack"  (Produced by Crazy Toones)
12. "Wet Dream"  (Produced by Crazy Toones)
13. "Taking Ova"  (Produced by Dr. Jam, Madness 4 Real)
14. "Kill a Habit"  (Produced by Crazy Toones)
15. "Reality Check"  (Produced by Crazy Toones)
16. "The Creator"  (Produced by Rhythum D)

## Samples
- "Intro"
  - "Atomic Dog" by George Clinton
- "West Up!"
  - "Reach For It" by George Duke
- "Curb Servin'"
  - "Dr. Funkenstein" by Parliament
  - "Genius of Love" by Tom Tom Club
- "Feel Me"
  - "(I Wanna Know) Do You Feel It" by Ohio Players
- "Homesick"
  - "Can't Stay Away" by Bootsy's Rubber Band
- "In A Twist"
  - "Be Thankful For What You Got" by William DeVaughn
  - "Aqua (A Psychoalphadiscobetabioaaquadoloop)" by Parliament
- "Kill a Habit"
  - "Telephone Bill" by Johnny "Guitar" Watson
- "The Creator"
  - "This Is For The Lover In You" by Shalamar
- "The One"
  - "Girl Callin'" by Chocolate Milk